# Château Clarke
Das Château Clarke ist ein Weingut in Listrac auf der Médoc-Halbinsel bei Bordeaux. 

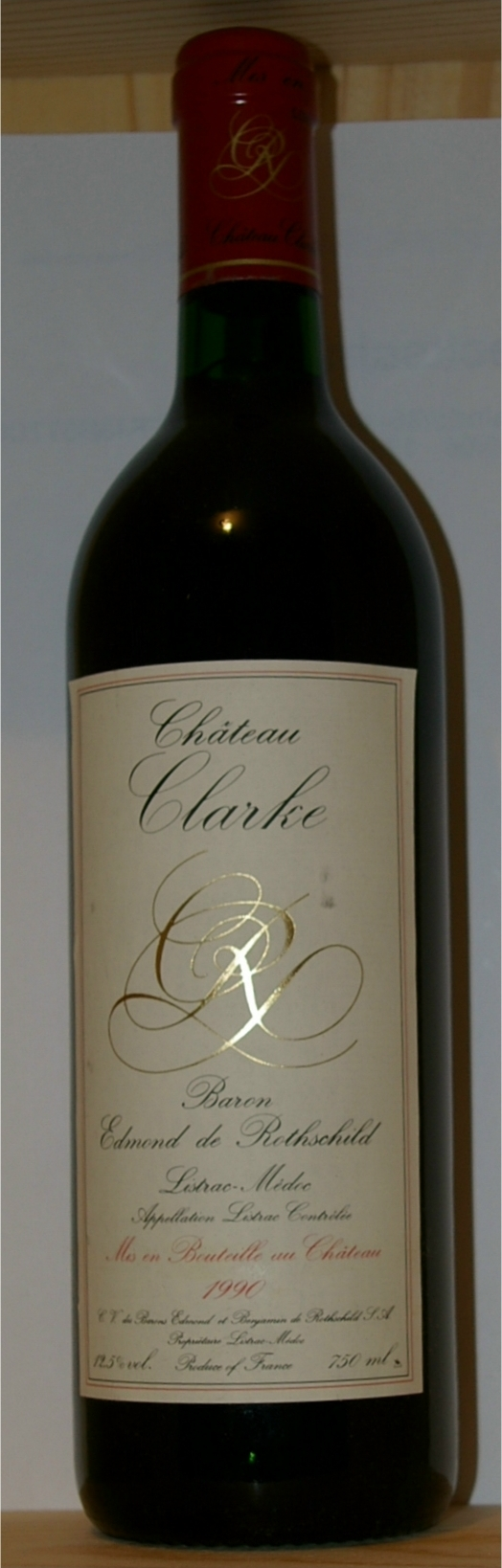

Zisterzienser-Mönche legten im 12. Jahrhundert die ersten Rebflächen mit dem Namen Granges an. Bis 1806 blieb diese Bezeichnung bestehen. Die Familie Clarke, die das Gut über Toby Clarke im Jahr 1750 (andere Quellen sprechen vom Jahr 1771) erwarb, benannte das insgesamt 230 Hektar große Gut nach ihrem Familiennamen. Das 1932 als „Cru Bourgeois“ (Bürgerliches Gewächs) geführte Gut steht auf Betreiben von Edmond Adolphe de Rothschild seit 1873 im Eigentum des englischen Zweiges der Bankiersfamilie Rothschild. Nach Herausreißen des alten Rebenbestandes und kompletter Neubepflanzung wurde ab 1978 wieder Wein gefertigt, mit sehr ambitioniertem Ziel. Ab Mitte der 1980er Jahre wird eine meist ansprechende Qualität geboten. Ausgezeichnet ist der Wein von 1990, der auch gelegentlich hochklassifizierte Grand Cru Classés bei Verkostungen schlug. 
Das heute insgesamt 130 Hektar große Gut liegt an der Gemeindegrenze zu Moulis-en-Médoc; ca. 10 % der Gutsfläche liegt sogar in Moulis, wird aber der Einfachheit halber als Wein aus Listrac deklariert.
Der Wein von Château Clarke ist in Deutschland kaum bekannt; der größte Absatzanteil geht nach England und in die Benelux-Länder.